# 주쿄 대학

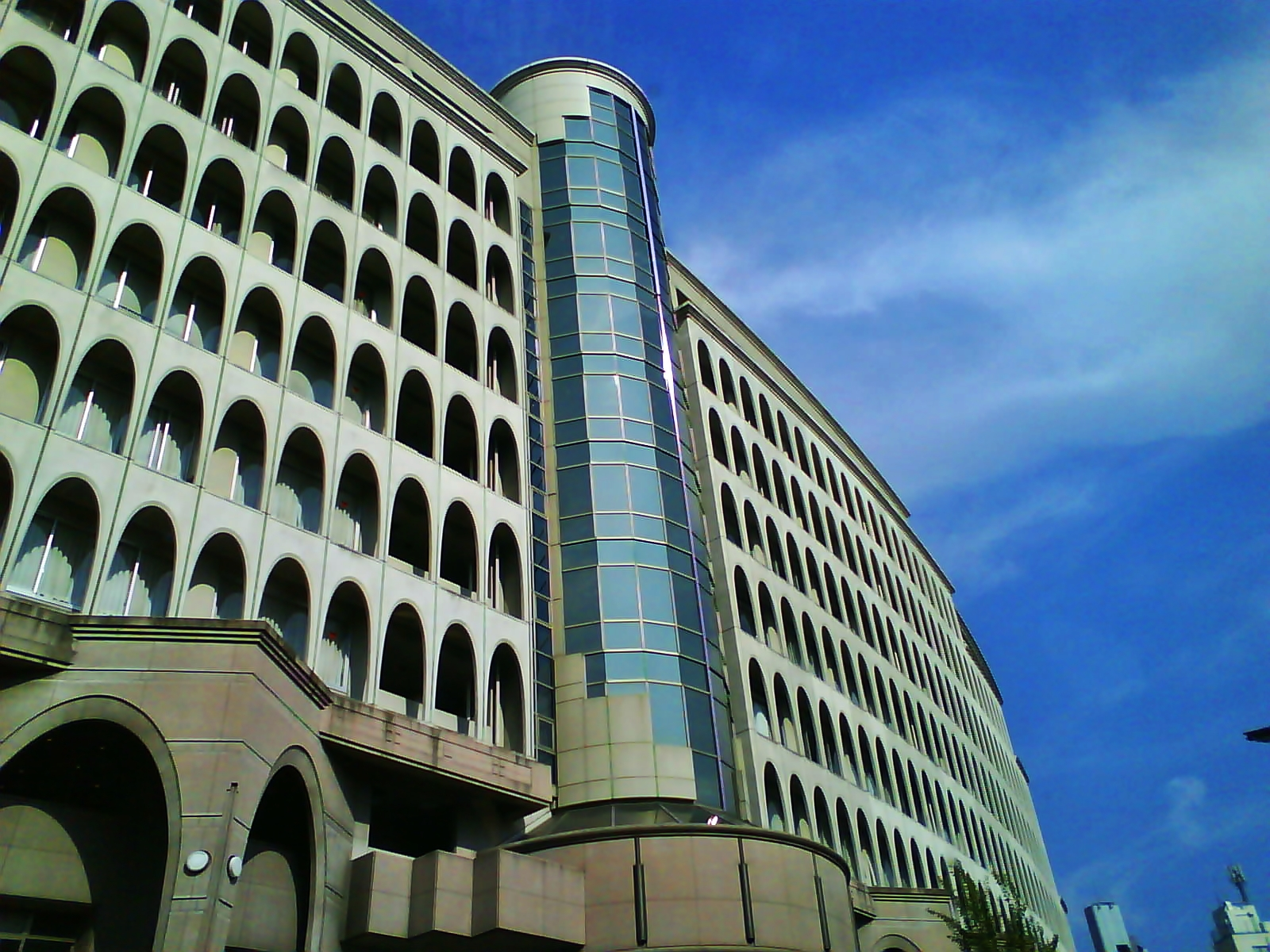

주쿄대학(中京大学,chukyo university)은 나고야시 쇼와구에 있는 4년제 사립대학이다. 1956년에 개교하였고 아사다 마오, 안도 미키 등 피겨스케이팅 선수들을 많이 배출한 학교로도 매우 유명하며 도요타 캠퍼스에 피겨 전용 아이스링크가 있다. 주변 연선 시설로는 일본 최대의 화장 시설이자 장례 시설이기도 하는 야고토 공원묘원이 있다.